# Antonio Casas
Antonio Casas (La Coruña, 11 novembre 1911 – Madrid, 14 febbraio 1982) è stato un attore spagnolo.

## Biografia
Fu calciatore per tre stagioni nell'Atletico Madrid, poi divenne attore e apparve in diversi film dal 1941 al 1982. In questo lasso di tempo, collezionò circa 170 presenze tra film e show TV. Interpretò inoltre il contadino Stevens nel film di Sergio Leone Il buono, il brutto, il cattivo.
All'inizio degli anni settanta si dedicò alla televisione, ma dal 1975 in poi ritornò al grande schermo.

## Filmografia parziale

### Cinema
- Unos pasos de mujer, regia di Eusebio Fernández Ardavín (1942)
- Un caballero famoso, regia di José Buchs (1943)
- Il corriere delle Indie (Correo de Indias), regia di Edgar Neville (1943)
- Don Pedro il crudele, regia di José Leitão de Barros (1944)
- Il tiranno di Castiglia, regia di Antonio Roman (1946)
- Tragico inganno (Un drama nuevo), regia di Juan de Orduņa (1946)
- La leonessa di Castiglia (La leona de Castilla), regia di Juan de Orduña (1951)
- Cerca del cielo, regia di Mariano Pomba (1951)
- Il segreto di Cristoforo Colombo (Alba de America), regia di Juan de Orduņa (1951)
- Fuoco nel sangue (Fuego en la sangre), regia di Ignacio F. Iquino (1953)
- Gli egoisti (Muerte de un ciclista), regia di Juan Antonio Bardem (1955)
- Il mondo sarà nostro (El expreso de Andalucia), regia di Francisco Rovira Beleta (1956)
- La carovana delle schiave, regia di Georg Marischka (1958)
- I suoi non lo riconobbero (El redentor), regia di Joseph Breen (1959)
- Gli ultimi giorni di Pompei, regia di Mario Bonnard e Sergio Leone (1959)
- Il leone  di Babilonia (Der Löwe von Babylon ), regia di Johannes Kai (1959)
- Il colosso di Rodi, regia di Sergio Leone (1961)
- Il terrore di notte (Der Teppich des Grauens), regia di Harlad Reinl (1962)
- Il figlio del capitan Blood (El hijo del capitán Blood), regia di Tulio Demicheli (1962)
- Il grande ribelle (Mathias Sanford), regia di Georges Lampin (1963)
- La grande arena (Chantaje a un torero), regia di Rafael Gil (1963)
- La finestra della morte (Constance aux enfers), regia di François Villiers (1964)
- Quella terribile notte (L'Autre femme), regia di François Villiers (1964)
- Cavalca e uccidi, regia di José Luis Borau (1964)
- Minnesota Clay, regia di Sergio Corbucci (1965)
- Una pistola per Ringo, regia di Duccio Tessari (1965)
- Corpo a corpo (L'Arme à gauche), regia di Claude Sautet (1965)
- Danger - Dimensione morte (Train d'enfer), regia di Gilles Grangier (1965)
- Il ritorno di Ringo, regia di Duccio Tessari (1965)
- Assassinio made in Italy, regia di Silvio Amadio (1965)
- Mezzo dollaro d'argento (Son of a Gunfighter), regia di Paul Landres (1965)
- Ringo il texano (The Texican), regia di Lesley Selander (1966)
- Il buono, il brutto, il cattivo, regia di Sergio Leone (1966)
- La resa dei conti, regia di Sergio Sollima (1966)
- Prigionieri dell'orrore, regia di Antonio Nieves Conde (1966)
- Faccia a faccia, regia di Sergio Sollima (1967)
- Colpo maestro al servizio di Sua Maestà britannica, regia di Michele Lupo (1967)
- Codo con codo, regia di Victor Auz (1967)
- 15 forche per un assassino, regia di Nunzio Malasomma (1967)
- Le avventure e gli amori di Miguel Cervantes (Cervantes), regia di Vincent Sherman (1967)
- 4 dollari di vendetta (Cuatro dòlares de venganza), regia di  Jaime Jesús Balcázar (1968)
- Kidnapping! Paga o uccidiamo tuo figlio, regia di Alberto Cardone (1969)
- Il prezzo del potere, regia di Tonino Valerii (1969)
- Vivi o preferibilmente morti, regia di Duccio Tessari (1969)
- Zan, re della giungla (Tarzán en la gruta del oro) (1969)
- I Leopardi di Churchill, regia di Maurizio Pradeaux (1970)
- Tristana, regia di Luis Buñuel (1970)
- Quando Satana impugnò la Colt (Manos torpes), regia di Rafael Romero Marchent (1970)
- La furia dei giganti (Golpe de mano), regia di José Antonio de la Loma (1970)
- La via del rhum (Boulevard du rhum), regia di Robert Enrico (1971)
- I tre del mazzo selvaggio (Pancho Villa), regia di Eugenio Martín (1972)
- ...e così divennero i 3 supermen del West, regia di Italo Martinenghi (1973)
- Il miglior sindaco, il re, regia di Rafael Gil (1974)
- Il mio primo uomo, regia di Mario Camus (1975)

## Doppiatori italiani
- Gualtiero De Angelis in Il colosso di Rodi, Ringo il texano
- Renato Turi in Cavalca e uccidi, 20.000 dollari sporchi di sangue
- Giorgio Capecchi in Minnesota Clay
- Nino Dal Fabbro in Una pistola per Ringo
- Mario Bardella in Il ritorno di Ringo
- Luigi Pavese in Il buono il brutto il cattivo
- Arturo Dominici in  La resa dei conti
- Bruno Persa in  Faccia a faccia
- Carlo D'Angelo in Colpo maestro al servizio di Sua Maestà britannica
- Gino Baghetti in Il prezzo del potere
- Roberto Bertea in Vivi o preferibilmente morti
- Roberto Villa in I leopardi di Churchill